# Stazione di Bagnoro
La stazione di Bagnoro è stata una fermata ferroviaria posta lungo la ex linea ferroviaria a scartamento ridotto Arezzo-Fossato di Vico chiusa nel 22 maggio 1945 a causa dei bombardamenti della Seconda guerra mondiale, era a servizio della frazione aretina di Bagnoro.